# Blackbird (canción de Norma John)
«Blackbird» —[ˈblakbəːd]; en español: «Mirlo»— es una canción compuesta por Lasse Piirainen y Leena Tirronen e interpretada en inglés por el dúo Norma John. Fue elegida para representar a Finlandia en el Festival de la Canción de Eurovisión de 2017 tras ganar la final nacional finesa, Uuden Musiikin Kilpailu 2017, el 28 de enero de 2017.

## Festival de Eurovisión

### Festival de la Canción de Eurovisión 2017
Esta fue la representación finesa en el Festival de Eurovisión 2017, interpretada por Norma John.
El 31 de enero de 2017 se organizó un sorteo de asignación en el que se colocaba a cada país en una de las dos semifinales, además de decidir en qué mitad del certamen actuarían. Como resultado, la canción fue interpretada en séptimo lugar durante la primera semifinal, celebrada el 9 de mayo de 2017. Fue precedida por Montenegro con Slavko Kalezić interpretando «Space» y seguida por Azerbaiyán con Dihaj interpretando «Skeletons». La canción no fue anunciada entre los diez temas elegidos para pasar a la final, y por lo tanto no se clasificó para competir en esta. Más tarde se reveló que el país había quedado en duodécimo puesto con 92 puntos.